# Еприкян, Наталья Андреевна
Ната́лья Андре́евна Еприкя́н (настоящее отчество — Ара́иковна; род. 19 апреля 1978, Тбилиси, Грузинская ССР, СССР) — российская актриса юмористического жанра, телеведущая, продюсер. Участница и автор телепроекта «Comedy Woman» (2008—2020). Участница команды КВН «Мегаполис» (2004—2007).

## Биография
Родилась 19 апреля 1978 года в Тбилиси, Грузинская ССР, в семье русскоязычных грузинских армян. Окончила физико-математическую гимназию. До 14 лет жила в Тбилиси, потом, из-за экономических проблем, роста национализма и гражданской войны с семьёй переехала в Москву. Семья получила статус вынужденных переселенцев. Получила гражданство России в 17 лет. Окончила Российский экономический университет по специальности «математик-экономист».
С 2020 года проживает преимущественно в Армении, где продюсирует несколько кино- и телепроектов.

## Творчество
В 2006 году создала клубный юмористический проект «Made in Woman». С 21 ноября 2008 года шоу стало выходить на ТНТ, а позднее сменило название на «Comedy Woman».
Принимала участие в создании сериала «Универ» как автор диалогов, в одной из серий появилась в качестве руководителя и участницы шоу «Comedy Woman». Была ведущей программы «НТВ утром» на НТВ с 27 августа по 10 сентября 2012 года.
В июле 2015 года снялась в клипе группы «Рекорд Оркестр» на песню «Лада Седан».

### КВН
- Чемпион Премьер-Лиги КВН — 2004
- Чемпион Высшей лиги КВН — 2005
- Обладатель награды «Малый КиВиН в светлом» — 2005

## Семья
Есть младший брат Гарик (музыкант). Родители живут в Воронежской области.